# Afonso Cruz

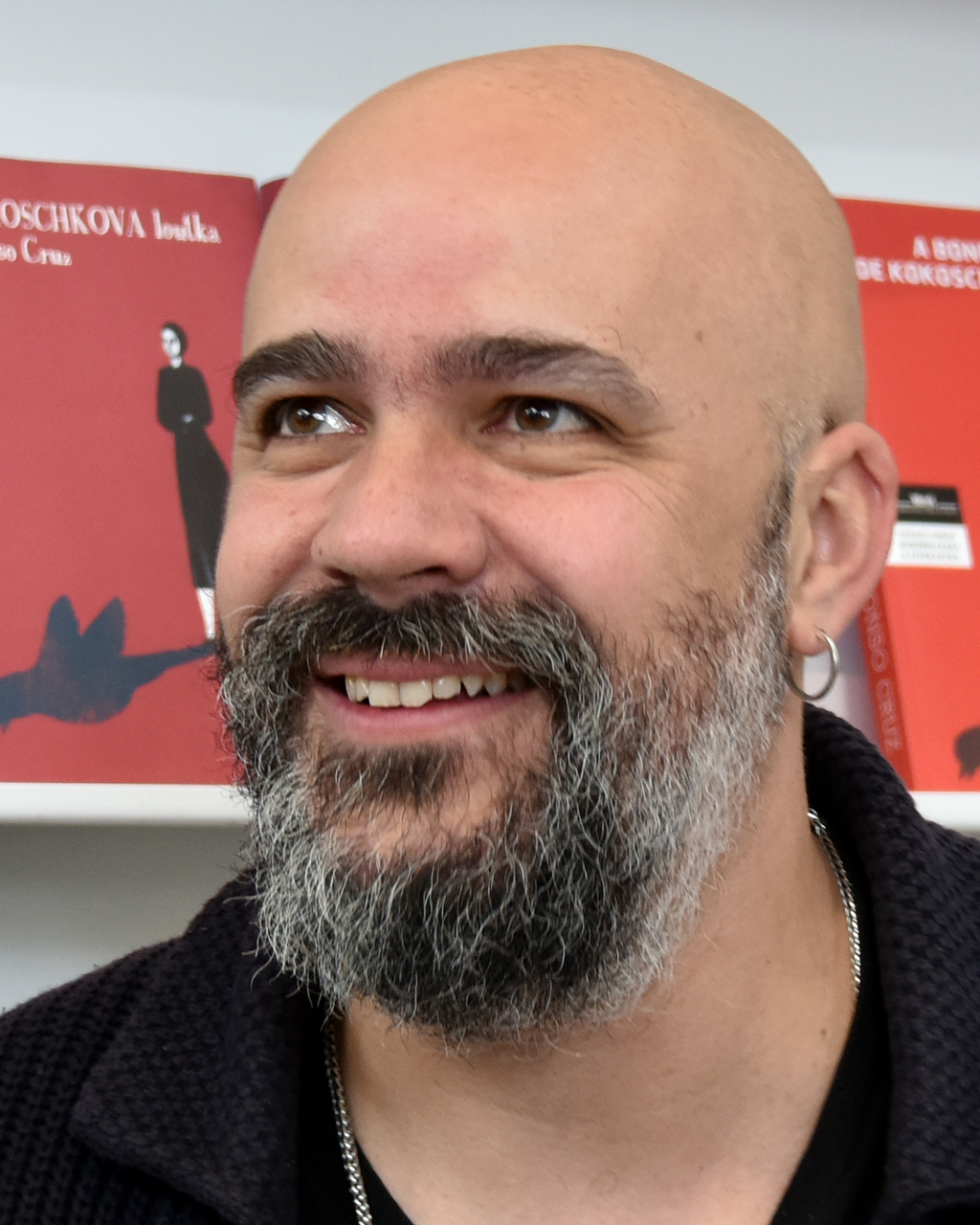
Afonso Cruz (2019)

Afonso Cruz (ur. 1971 w Figueira da Foz) – portugalski pisarz, realizator filmów animowanych, ilustrator, muzyk.
Ukończył Escola Secundária Artística António Arroio, a następnie studiował na Universidade Nova de Lisboa. Jest twórcą krótkometrażowych filmów animowanych, jako prozaik debiutował w 2008 powieścią A Carne de Deus. Na język polski została przetłumaczona pochodząca z 2010 roku i w 2012 uhonorowana Europejską Nagrodą Literacką powieść Kukła Kokoschki. Jej tytuł nawiązuje do postaci twórczości austriackiego malarza Oskara Kokoschki. Jej akcja obejmuje okres od II wojny światowej (bombardowanie Drezna) do współczesności i rozwija się na dwóch planach: rzeczywistym i metaliterackim (powieść w powieści). Jest również muzykiem, członkiem bluesowego zespołu The Soaked Lamb.

## Twórczość
- A Carne de Deus (2008)
- Enciclopédia da Estória Universal (2009)
- Os Livros que Devoraram o Meu Pai (2010)
- A Boneca de Kokoschka (2010)
- A Contradição Humana (2010)
- O Pintor Debaixo do Lava-Loiças (2011)
- Enciclopédia da Estória Universal -  (2012)
- Jesus Cristo Bebia Cerveja (2012)
- O Livro do Ano (2013)
- Enciclopédia da Estória Universal - (2013)
- O Cultivo de Flores de Plástico (2013)
- Assim, Mas Sem Ser Assim (2013)
- Para Onde Vão os Guarda-Chuvas (2013)
- Os Pássaros (2014)
- Enciclopédia da Estória Universal - Mar  (2014)
- Flores (2015)